# Château de Béhoust
Le château de Béhoust est situé sur la commune de Béhoust dans le département des Yvelines, en France.

## Localisation
Le château se trouve au cœur du village, en face de l'église Saint-Hilaire, le long de la route départementale D42 (Orgerus à l'ouest, Garancières à l'est), soit à une cinquantaine de kilomètres de Paris.

## Histoire
Le château remonte au XIe siècle. Il fut démoli au Moyen Âge.
En 1767, le marquis François III de Lastic lança la construction de l'actuel château. Il fut construit dans un style totalement caractéristique du XVIIIe siècle. Il fut achevé en 1772. Cependant, deux ailes furent rajoutées au château en 1880. Ce château possède deux grandes écuries et un très grand parc. Il est aujourd'hui consacré à l'organisation de séminaires.
Il ne reste aujourd'hui comme vestiges du château du XIe siècle que les caves voutées.
Le château a fait l'objet d'une inscription au titre des monuments historiques par arrêté en date du 12 octobre 1976.
En 1986 y fut tourné Les Exploits d'un jeune Don Juan.

## Description

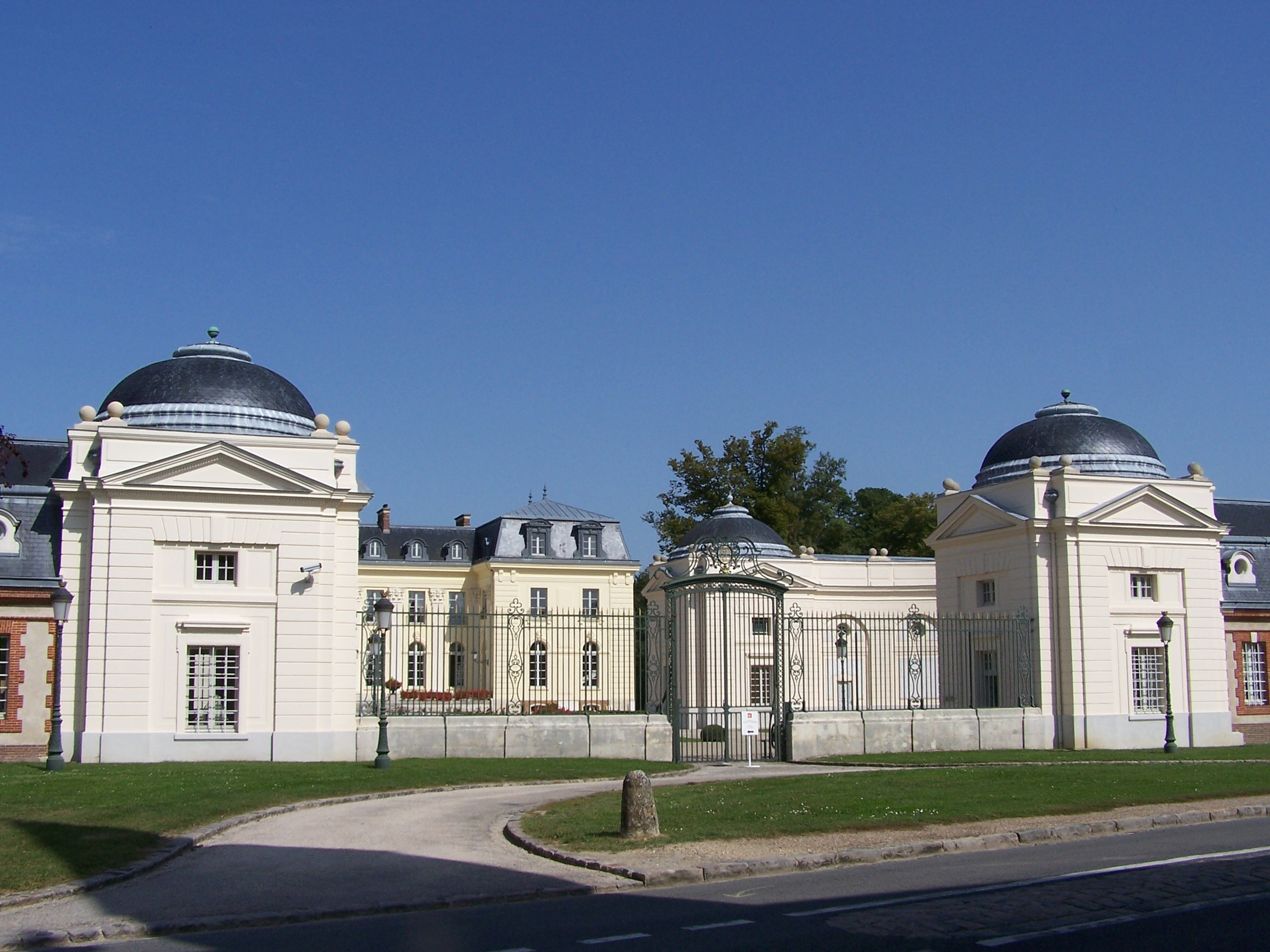
Vue des pavillons d'entrée depuis la route (sept. 2006)